# Garet Brin
Garet Brin is een personage uit de fantasyserie Het Rad des Tijds van de Amerikaanse auteur Robert Jordan.
Hij is de laatste van huis Brin. dat toont als wapen een stier met de Rozenkroon om zijn nek. het staat voor moed en kracht, in dienst van de koningin van Andor.
Garet is een oude man. hij was kapitein-generaal van de koninginnegarde, en een van de vijf grootste generaals van de Oude Wereld. De andere vier zijn: Davram Bashere, Agelmar Jagad, Pedron Nial en Rodel Ituralde.
Hij is verliefd geworden op de voormalige Amyrlin Zetel Siuan Sanche.